# Dona Onete
Doña Onete (nacida el 18 de junio de 1939) es una cantante y compositora brasileña. Ha sido referida como la «Reina de Carimbo».

## Carrera
Nació Ionete da Silveira Gama en Cachoeira do Arari y creció en Igarapé-Miri.  Cuando tenía quince años, ya estaba cantando canciones de géneros musicales tradicionales como sambas, cuadrillas y boi bumba. Enseñó historia y estudios amazónicos en Igarapé-Mir y realizó investigaciones sobre ritmos, danzas y tradiciones de la región. Ella ayudó a establecer grupos de música y danza que preservaron la música tradicional y las costumbres.  De 1993 a 1996, se desempeñó como secretaria de cultura del municipio.
Onete grabó su primer álbum Feitiço Caboclo cuando tenía 73 años.  Ella desarrolló su propio género híbrido de música carimbo chamegado. Después de que ella se retiró a pt, ella siguió actuando. Junto con una banda local, ha actuado en todo Brasil, así como en el Reino Unido, Francia, Portugal, México y la ciudad de Nueva York.
En 2013, el antropólogo Antônio Maria de Souza Santos y la educadora Josivana de Castro Rodrigues publicaron una biografía de Onete Menina Onete - Travessias & Travessuras.
En 2017, fue nombrada en la Orden de Vida Cultural de Brasil.